# Chris Cooper
Christopher William "Chris" Cooper (Kansas City, Missouri, 9 de julho de 1951) é um ator americano, premiado com o Oscar.
Ele tornou-se bem conhecido no final dos anos 1990, por suas atuações como (coadjuvante/secundário) em vários grandes filmes de Hollywood, como Beleza Americana, A Identidade Bourne, Capote, Syriana - A Indústria do Petróleo, O Céu de Outubro, O Reino, Seabiscuit - Alma de herói e Quebra de Confiança.
Em 2000, atuou ao lado de Mel Gibson no filme "O Patriota" onde representou o Coronel Harry Burwell.
Em 2002, recebeu o Oscar de Melhor Ator (coadjuvante/secundário) por seu trabalho em Adaptação, do diretor Spike Jonze.
Em 2014 fez uma aparição em O Espetacular Homem-Aranha 2 : A Ameaça de Electro, como Norman Osborn.